# Nikolaos Marinakis
Nikolaos Marinakis (griechisch Νικόλαος Μαρινάκης, * 12. September 1993 in Iraklio, Griechenland) ist ein griechischer Fußballspieler.

## Karriere

### Verein
Seine Laufbahn begann Nikolaos Marinakis 2008 bei den Jugendabteilungen von Panathinaikos Athen. Nach vier Jahren erhielt er im Sommer 2012 den ersten Profivertrag seiner Karriere und stieg in die Herrenmannschaft von Panathinaikos auf. Mitte 2014 wechselte er für die Hinrunde auf Leihbasis zu Niki Volos. Nach Ablauf der Leihe kehrte der Spieler zu Panathinaikos zurück. Im Sommer 2017 verließ er den Verein und schloss sich Panetolikos an. Dort verbrachte er zwei Jahre, bevor er im Juli 2019 zu OFI Kreta wechselte.

### Nationalmannschaft
Marinakis durchlief alle Jugendnationalmannschaften Griechenlands von der U-17 bis zur U-21. Den größten Erfolg feierte er 2012, als er mit der U-19 Auswahl nach knapper 0:1-Niederlage im Finale gegen Spanien die Vize-Europameisterschaft erreichen konnte. Zum damaligen Kader gehörten u. a. seine Mannschaftskameraden bei Panathinaikos Charis Mavrias, Stefanos Kapino, Konstantinos Triantafyllopoulos und Spyros Fourlanos.

## Erfolge
- Griechischer Pokalsieger: 2014